# Isla Santa Clara (Ecuador)
La Isla Santa Clara una isla rocosa perteneciente al Ecuador, situada en el golfo de Guayaquil a unos 43 kilómetros al oeste de Puerto Bolívar, y a unos 25 kilómetros al suroeste de la isla Puná. Es el mayor refugio de aves marinas de la costa continental ecuatoriana. La única vía de acceso es la marítima, partiendo desde Puerto Bolívar, en una travesía que dura dos horas. Esta pequeña isla presenta acantilados que se asienta sobre la zona de transición entre las aguas marinas y fluviales del golfo.

## Historia
La Isla Santa Clara fue considerada un sitio sagrado por los pobladores aborígenes de la Isla Puná, en el que rendían ofrendas a sus ídolos o realizaban ceremonias mortuorias.
Desde 1747 presta sus servicios a la navegación marítima, el primer faro que se instaló en la Isla Santa Clara, por estar ubicado en el centro del Golfo de Guayaquil.
La isla, también conocida como Isla de los Muertos, porque desde una vista de lejos se puede apreciar una figura semejante a la de un hombre anclado, como "muerto"; fue declarada como refugio de vida silvestre, por el acuerdo ministerial el 3 de junio de 1999. 
Durante los años 1997 y 1998 se realizaron varios estudios en esta isla y su área marina adyacente, relacionadas con la exploración de gas. Como parte de estos estudios, se realizaron censos de aves marinas (Valle 1997, 1998), mientras que en Hurtado et al. (2000) se efectuaron una caracterización de los recursos existentes y sus usos, enfocados a la protección de la Isla Santa Clara. 
Actualmente, se ejecuta el proyecto de monitoreo de especies marinas indicadoras, que pretende inventariar vertebrados marinos y costeros en la isla, así como en aguas y costas adyacentes. Este proyecto es ejecutado por la organización Hurtado y Asociados de la ciudad de Guayaquil. 
Los restos fósiles corresponden a incrustaciones de invertebrados marinos (moluscos y bivalvos), los mismos que son un componente abundante en todo el suelo de la isla desde la base hasta las colinas. La edad de estos fósiles se considera de 65 000 000 de años.
queda en la provincia del oro

## Ambiente
El ambiente natural de Santa Clara, es un ecosistema transicional marino - costero al que convergen las principales corrientes y masas de aguas frías; como la Corriente de Humboldt y la extensión de la subcorriente ecuatorial o Corriente de Cromwell; aguas cálidas tropicales del norte como las de El Niño y Frente ecuatorial. También la incidencia de las aguas dulces de la cuenca del Río Guayas, es el mayor sistema hidrográfico de la costa ecuatoriana, que corresponde a la biorregión del Golfo de Guayaquil. 
El medio marino circundante a la Isla Santa Clara es una mezcla donde confluyen especies estuarinas y neríticas costeras de afinidades bio geográficas mixtas. 

### Clima
Se caracteriza principalmente por un clima tropical semiárido. La temperatura media es de 28 °C con una mínima de 22 °C y máximas que superan fácilmente los 32 °C. 

### Relieve
Posee una playa alrededor de 2 millas de extensión con una arena compacta, la misma que es producto de los cerros del desmoronamiento existentes, que son de material fangoso, y de la rocas, que forman un cinturón alrededor de toda la isla.

### Flora
La isla tiene paredes, playas y acantilados rocosos, y en sus partes altas se encuentra cubierta por vegetación de matorral seco.
Se pueden observar algunas especies como: cortadera, gramínea, capparis, muyuyo y cactus.

### Fauna
Se han registrado 58 especies de peces, correspondientes al 14 % de las reportadas en el país. En el área se han identificado 15 especies de importancia comercial, de las 45 reportadas dentro de esta categoría en el Golfo de Guayaquil, ocho de las 11 de crustáceos en al Golfo de Guayaquil]], y seis de las 20 de moluscos.
En las cinco hectáreas de los ambientes terrestres de la isla y los costeros, se ha confirmado la presencia de 6 especies de flora y 47 de fauna. El registro de la fauna en la isla y sus aguas adyacentes, revela un total de 30 especies de vertebrados, 4 de mamíferos, incluidos la ballena jorobada, el delfín nariz de botella, 21 especies de aves, 5 de reptiles y 17 especies de invertebrados del ámbito insular y costero.
El mayor rasgo de la isla, es la presencia masiva de avifauna, con un estimado de 23 000 aves marinas que incluye a 14 000 fragatas, 5000 piqueros patas azules, y 4000 pelícanos pardos del Pacífico, siendo el sitio más austral de nidificación de esta especie.

### Mamíferos migratorios
Entre los mamíferos migratorios de la isla, se encuentran:
- Ballena jorobada (observada entre los meses de junio y agosto y mayormente en el mes de julio).

- Delfín (Llegada ocasional en manadas de hasta 50 individuos durante los meses de junio y agosto).

- Lobo chuzco de Perú (especie de pinnípedo migrante ocasional en aguas ecuatorianas, asociado con las anomalías térmicas como las de El Niño.

- Lepidochelys olivácea (es un tipo de tortuga marina, cuya presencia se ha confirmado en las aguas contiguas a la isla Santa Clara, la que usualmente es posible localizar, en gran número, desde la Puntilla de Santa Elena hacia el norte). Desafortunadamente, la isla no es un hábitat apropiado para la anidación de tortugas marinas.

## Hábitat
La isla es un hábitat crítico para la reproducción y supervivencia de estas especies, porque en el cuerpo principal de la isla, en los bancos de arena cercanos realizan el cortejo, anidan y descansan. El cortejo y anidación se cumple en la terraza superior de la Isla Santa Clara, seriamente afectada por el fenómeno de El Niño, que causó grandes derrumbes en varios sectores de la terraza, que han facilitado el establecimiento de áreas de reproducción en los sectores bajos.
El medio ambiente marino adyacente es un hábitat de excepción ya que posee los recursos pesqueros necesarios para la alimentación de las aves marinas. Es el hábitat de aves, lobos marinos, iguanas, piqueros patas azules, fragatas, pelícanos pardos, entre otras especies. Es una área extraordinaria, con un valor natural, cultural, científico y educativo que justifica totalmente su inclusión en el Patrimonio de Áreas Naturales del Estado.

## Riesgos de la Isla
La explotación de gas, particularmente por parte de la empresa estadounidense Energy Development Corp, (Edc Ecuador Ltd), en el Golfo de Guayaquil, puede tener consecuencias adversas sobre los ecosistemas marinos. Por otro lado, la erosión natural, causada por el viento y los efectos de El Niño, han causado que la isla prácticamente carezca de vegetación.